# Ol'ha Šljachova
Ol'ha Vasylivna Šljachova (in ucraino Ольга Василівна Шляхова?; Charkiv, 8 aprile 1976) è un'ex cestista ucraina.

## Carriera
Con l'Ucraina ha disputato i Campionati europei del 1995 e i Giochi olimpici di Atlanta 1996.